# Crimson Tears (гурт, Велика Британія)
Crimson Tears (укр. Багряні сльози) — британський симфонічний прогресив-метал гурт.

## Історія
Гурт Crimson Tears, заснований у 2003 році композитором і гітаристом Дейвом Міллером у Кенті, був одним із найбільш помітних на британській павер-метал-сцені Великобританії на початку 2000-х.
До першого складу гурту увійшли Дейв Міллер (гітари), Стів Тейлор (бас), Майк Фокс (ударні), Маркус Чепмен (клавішні) і Джина Олдем (вокал).
У такому складі Crimson Tears записали свій перший мініальбом Gothica, що вийшов 6 травня 2005 р. без лейблу.
Дебют був помічений у спільноті. Критик Сем Грант на soniccathedral.com, зокрема, відзначив, що «ми повинні бути вдячні за те, що Crimson Tears взагалі існують, тому що ми маємо тут досить хороший EP, насправді, це найкращий готичний метал із жіночим вокалом, який, можливо, коли-небудь виходив у цій країні… вони точно зможуть нести прапор британського готик-металу».
У 2005 р. Тревор Філліпс замінив на ударних Фокса.
Другий реліз (і перший повноформатний альбом) The Dark Awakening вийшов 15 березня 2007 р. також без лейблу. Він записувався на Thin Ice studios під керівництвом Карла Грума (Threshold), отримав схвальні відгуки та був номером один у чарті Femme Metal протягом багатьох тижнів.
Журнал Sonic Cathedral залишився задоволеним: «Більшість пісень — це вміле поєднання важкого пауер-металу середнього темпу та рифів разом із абсолютно вишуканими вокальними мелодіями та нав'язливими приспівами… The Dark Awakening містить одні з найсильніших пісень, які я чув… Crimson Tears для мене справді найбільший сюрприз 2007 року».
Crimson Tears супроводжували After Forever та Pythia під час турів Британією (Зокрема, у The Garage, Лондон, 31 січня 2006). Вони були хедлайнером першої ночі на рок-фестивалі Midas у Португалії, грали на британських міні-фестивалях із такими гуртами, як Sirenia, Seasons End і Triaxis, а також засвітилися на Bloodstock і Surface Unsigned.
У 2007 році групу залишив клавішник Чепмен; роком пізніше Джину Олдем на вокалі замінила Ліз Сміт. Протягом наступних років Crimson Tears виступали, але не створювали нового матеріалу, і приблизно з 2014 року в житті гурту настала перерва.
Лише в 2019 році з'явилося оголошення про те, що Ліз пішла з посади вокалістки, і колектив почав пошуки нової співачки. Нарешті після кількох невдач вони відкрили Тауні Бакстер «з її унікальним діапазоном» і знайшли тим самим нову головну леді.
У 2020 році Crimson Tears чекали на запис нового альбому, гастролей, а також святкування 15-річчя свого першого релізу Gothica. У лютому 2020 р. Сіттінгборн у Кенті прийняв їх перший концерт у новому складі.
З того часу з'явилися два нові сингли: After Echoes (2021) та Dragon's Fear (2023). Група продовжує давати акустичні шоу в Англії.

## Дискографія
- Gothica (EP) 2005
- The Dark Awakening (альбом) 2007
- After Echoes (сингл) 2021
- Dragon's Fear (сингл) 2023[6]

### Включення
- Demonic And Divine (Compilation) 2009:
  - Crimson Tears — Angel For My Sin[9]